# 殷令名
殷令名，陈郡长平（今河南西华县）人。出身书画世家陈郡殷氏，与其子殷仲容同为唐朝著名书法家、画家。其祖父殷英童，亦善画兼楷书、隶书。殷令名所书的《裴镜民碑》，立于山西闻喜县裴柏村晋公祠，宋赵明诚《金石录》言：“令名与其子仲容皆以能书擅名一时，而令名遗迹存者惟此碑耳。笔法精妙不减欧(欧阳询)、虞(虞世南)，惜不多见。”康有为评此碑为无上上品。
殷令名在贞观十一年（637年）书《裴镜民碑》时官职是“行尚书金部员外郎、建安县开国男”，其子殷仲容墓志载为“光禄卿、上柱国，袭建安县开国男”。按殷仲容咸亨元年（670年），袭建安县开国男，殷令名应在这一年去世。

## 家世
- 曾祖：殷不害
- 祖父：殷英童，继三叔殷不占为后。任北周御正中大夫，封建安县开国男。
- 父亲：殷闻礼，唐武德中，为太子中舍人，编修梁史，未完成而卒。袭建安县开国男。
- 儿子：殷仲容（633年—703年），麟台丞，建安县开国子。
- 外曾孙：颜真卿，唐代著名政治家、书法家。